# Campeonato Sub-20 de la OFC 2002
El Campeonato sub 20 de la OFC 2002 se realizó en Fiyi y en Vanuatu. Dicho torneo lo ganó Australia derrotando por 15 a 0 a Fiyi en la final por resultado global, y los australianos clasificaron a la Copa Mundial de Fútbol Sub-20 de 2003, realizada en los Emiratos Árabes Unidos.

## Equipos participantes
Estaran presentes 8 naciones, lo cual 2 serían Samoa y Tonga, que entrarían por primera vez en la historia al torneo. Tonga habría entrado al torneo por la renuncia de las Islas Salomón
| Australia       | Papúa Nueva Guinea |
| Fiyi            | Samoa              |
| Nueva Caledonia | Tonga              |
| Nueva Zelanda   | Vanuatu            |

## Fase de grupos

### Grupo A
Los partidos se jugaron en Vanuatu.
| País               | Pts | J | G | E | P | GF | GC | GD |
| ------------------ | --- | - | - | - | - | -- | -- | -- |
| Australia          | 6   | 2 | 2 | 0 | 0 | 8  | 0  | +8 |
| Vanuatu            | 1   | 2 | 0 | 1 | 1 | 2  | 4  | -2 |
| Papúa Nueva Guinea | 1   | 2 | 0 | 1 | 1 | 2  | 8  | -6 |

| 7 de diciembre de 2002 | Vanuatu | 0 - 2   | Australia                 | Korman Stadium, Port Vila |  |
|                        |         | Reporte | McDonald 10' · Valeri 22' |                           |  |

| 9 de diciembre de 2002 | Australia                                                        | 6 - 0   | Papúa Nueva Guinea | Korman Stadium, Port Vila |  |
|                        | Lepani 10' (a.g.) · McDonald 38' 56' 58' · Lia 76' · Brosque 89' | Reporte |                    |                           |  |

| 11 de diciembre de 2002 | Papúa Nueva Guinea     | 2 - 2 | Vanuatu                | Korman Stadium, Port Vila |  |
|                         | Davani 13' · Mesak 62' |       | Salai 17' · Waiwai 60' |                           |  |

### Grupo B
Los partidos se jugaron en Fiyi.
| País            | Pts | J | G | E | P | GF | GC | GD  |
| --------------- | --- | - | - | - | - | -- | -- | --- |
| Fiyi            | 12  | 4 | 4 | 0 | 0 | 14 | 1  | +13 |
| Nueva Zelanda   | 9   | 4 | 3 | 0 | 1 | 17 | 2  | +15 |
| Nueva Caledonia | 6   | 4 | 2 | 0 | 2 | 12 | 10 | +2  |
| Samoa           | 3   | 4 | 1 | 0 | 3 | 6  | 12 | -6  |
| Tonga           | 0   | 4 | 0 | 0 | 4 | 4  | 28 | -24 |

| 8 de diciembre de 2002 | Fiyi                                                             | 8 - 1   | Tonga      | Govind Park, Ba |  |
|                        | Wise 13' · Vidovi 39' · Rokobici 47' 50' 52' · Kumar 61' 73' 76' | Reporte | Papani 59' |                 |  |

| 8 de diciembre de 2002 | Nueva Zelanda                                                              | 8 - 0   | Nueva Caledonia | Govind Park, Ba |  |
|                        | McGarrison 8' · Brydon 32' 58' 90+1' 90+2' · Fisher 34' · McKenzie 49' 78' | Reporte |                 |                 |  |

| 10 de diciembre de 2002 | Nueva Zelanda              | 2 - 1   | Samoa       | Govind Park, Ba |  |
|                         | Strom 78' · McGarrison 84' | Reporte | Faaiuaso 6' |                 |  |

| 10 de diciembre de 2002 | Fiyi    | 1 - 0   | Nueva Caledonia | Govind Park, Ba |  |
|                         | Dau 19' | Reporte |                 |                 |  |

| 12 de diciembre de 2002 | Samoa | 0 - 4   | Nueva Caledonia                       | Govind Park, Ba |  |
|                         |       | Reporte | Wahopie 14' 51' 90+5' · Wanakaija 81' |                 |  |

| 12 de diciembre de 2002 | Nueva Zelanda                                                              | 7 - 0   | Tonga | Govind Park, Ba |  |
|                         | Rooker 9' · Fisher 15' · Hogg 18' 49' · Adams 39' · Boyens 44' · Smith 70' | Reporte |       |                 |  |

| 14 de diciembre de 2002 | Fiyi            | 1 - 0   | Nueva Zelanda | Govind Park, Ba |  |
|                         | Vakatalesau 68' | Reporte |               |                 |  |

| 14 de diciembre de 2002 | Tonga                  | 2 - 5   | Samoa                                                         | Govind Park, Ba |  |
|                         | Vaitaki 14' · Nafe 40' | Reporte | Timo 13' · Duffy 15' · Alofa 65' · Hellesoe 88' · Slade 90+2' |                 |  |

| 16 de diciembre de 2002 | Nueva Caledonia                                                                         | 8 - 1   | Tonga    | Govind Park, Ba |  |
|                         | Wanakaija 25' 30' · Wahopie 50' 82' · Mapone 77' · Toto 85' · Kahlemu 86' · Selefen 87' | Reporte | Nafe 44' |                 |  |

| 16 de diciembre de 2002 | Samoa | 0 - 4   | Fiyi                                    | Govind Park, Ba |  |
|                         |       | Reporte | Rokobici 5' 43' · Kumar 46' · Kumar 89' |                 |  |

### Final
| 21 de diciembre de 2002 | Australia                                                                                             | 11 - 0  | Fiyi | Bob Jane Stadium, Melbourne, Australia |                               |
|                         | Wells 12' · Baird 13' 14' 78' 85' · McDonald 25' · Tarka 27' · Brosque 50' 80' · Lia 68' · Parisi 76' | Reporte |      | Árbitro(s): Charles Ariiotima          | Árbitro(s): Charles Ariiotima |

| 23 de diciembre de 2002                    | Fiyi | 0 - 4   | Australia                                 | Govind Park, Ba, Fiyi                                 |                                                       |
|                                            |      | Reporte | McDonald 11' 87' · Parisi 21' · McKay 85' | Asistencia: 1,000 espectadores Árbitro(s): Derek Rugg | Asistencia: 1,000 espectadores Árbitro(s): Derek Rugg |
| Australia gana 15-0 en el marcador global. |      |         |                                           |                                                       |                                                       |

## Campeón
| Bandera de Australia |
| Campeón Australia    |
| 11º título           |

## Clasificado al Mundial Sub-20
- Australia